# Lettische Euromünzen
Die lettischen Euromünzen sind die in Lettland in Umlauf gebrachten Euromünzen der gemeinsamen europäischen Währung Euro. Da es die Buchstabenkombination „eu“ im Lettischen nicht gibt, wird der Euro in Lettland „Eiro“ geschrieben. Lettland ist seit 2014 Mitglied der Eurozone; seit dem 15. Januar 2014 ist der Euro das einzig gültige Zahlungsmittel in Lettland. Zuvor war der Lats Zahlungsmittel.

## Geschichte der Einführung
Am 29. April 2005 trat Lettland dem Wechselkursmechanismus der Europäischen Gemeinschaft bei. Bereits 2008 wollte Lettland den Euro einführen – dies musste jedoch aufgrund der Finanzkrise verschoben werden. Am 5. März 2013 reichte der lettische Finanzminister Andris Vilks den offiziellen Antrag auf Beitritt zum Euro in Brüssel ein. Er bat um den nötigen Prüfbericht der EU-Kommission zur Euro-Reife. Am 5. Juni 2013 empfahl die EU-Kommission, nach Vorliegen des Konvergenzberichtes, die Aufnahme Lettlands in die Eurozone zum 1. Januar 2014. Trotz Kritik an der Aufnahme Lettlands bestätigte der EU-Finanzministerrat ECOFIN am 9. Juli 2013 den Beitritt Lettlands als 18. Mitglied der Eurozone. Die Europäische Kommission begrüßte Lettland in einer Presseerklärung vom 31. Dezember 2013 als Mitglied der Währungsunion und erläuterte die Einführung von Euro-Bargeld in der lettischen Wirtschaft sowie die Modalitäten der Preisumrechnung.

## Umlaufmünzen
Die geplanten Entwürfe der lettischen Euromünzen wurden im Juli 2006 bekanntgegeben. Die 2-Euro-Münze sollte die Figur auf der Spitze des lettischen Freiheitsdenkmals zieren, die drei Sterne als Symbol der drei Landesteile emporhält. Dieses Motiv kollidierte jedoch mit einer 2008 erfolgten Vorgabe der Europäischen Kommission: „Auf der nationalen Seite … sollten das nationale Motiv sowie die Jahreszahl und der Name des Ausgabestaats von den zwölf europäischen Sternen umrandet werden. Die europäischen Sterne sollten wie auf der europäischen Flagge angeordnet sein.“ Bei dem neueren, von Guntars Sietiņš gestalteten Entwurf wählte man dann für die 2-Euro-Münze das gleiche Motiv, das vorher schon für die 1-Euro-Münze vorgesehen war, die Darstellung einer Lettin in Landestracht. Der lettische Künstler Rihards Zariņš (1869–1939) hatte nach der 1918 erfolgten Proklamation der Republik Lettland nicht nur das – jetzt auf den von Laimonis Šēnbergs gestalteten Centmünzen abgebildete – kleine und große Staatswappen entworfen, sondern auch die „Milda“ genannte Landesallegorie gestaltet. Modell dafür stand Zelma Brauere (1900–1977), die schon 1929 Lettland auf der 5-Lats-Münze symbolisierte.
Die Anprägung wurde am 31. Juli 2013 von den Vertretern der Lettischen Zentralbank Ilmars Rimšēvičs (Governor) und Māris Kālis (Chairman of the Board) in der Münzstätte Stuttgart in Bad Cannstatt vorgenommen. Bevor der baltische Staat zum 1. Januar 2014 das 18. Mitglied des Euroraums wurde, produzierte die Staatliche Münze Baden-Württemberg die gesamte Erstausstattung Lettlands mit Euro-Münzen, insgesamt 400 Millionen Stück. Die lettischen Euro-Münzen wurden in den Prägestätten Karlsruhe (1 und 10 Cent sowie 1 Euro) bzw. Stuttgart (2, 5, 20 und 50 Cent sowie 2 Euro) hergestellt.
| 1 Cent                   | 2 Cent           | 5 Cent                             |
| ------------------------ | ---------------- | ---------------------------------- |
| Lettland 1 Cent          | Lettland 2 Cent  | Lettland 5 Cent                    |
| Kleines Wappen Lettlands |                  |                                    |
| 10 Cent                  | 20 Cent          | 50 Cent                            |
| Lettland 10 Cent         | Lettland 20 Cent | Lettland 50 Cent                   |
| Großes Wappen Lettlands  |                  |                                    |
| 1 Euro                   | 2 Euro           | Rand der 2-Euro-Münze              |
| Lettland 1 Euro          | Lettland 2 Euro  |                                    |
| Landesallegorie          | Landesallegorie  | „Gott segne Lettland“ auf Lettisch |

## 2-Euro-Gedenkmünzen
| Nr. | Bild | Ausgabedatum Bildreferenz | Anlass | Amtsblatt Referenz | Auflage   |
| --- | ---- | ------------------------- | --- | ------------------ | --------- |
| 1   |      | 12. August 2014           | Riga Kulturhauptstadt Europas                                                                                             | [ 14 ] [ 15 ]      | 1.005.000 |
| 2   |      | 10. Februar 2015          | Lettlands Vorsitz im Rat der Europäischen Union                                                                           | [ 17 ] [ 18 ]      | 1.025.000 |
| 3   |      | 3. November 2015          | Dreißigjähriges Bestehen der EU-Flagge Euro-19-Gemeinschaftsausgabe                                                       | [ 20 ] [ 21 ]      | 1.010.000 |
| 4   |      | 1. Dezember 2015          | Der Storch | [ 23 ] [ 24 ]      | 1.000.000 |
| 5   |      | 19. Juli 2016             | Geschichte der lettischen Landwirtschaft                                                                                  | [ 26 ] [ 27 ]      | 1.010.000 |
| 6   |      | 15. November 2016         | Vidzeme (Livland) 1. Münze der Serie Historische Regionen                                                                 | [ 29 ] [ 30 ]      | 1.010.000 |
| 7   |      | 14. November 2017         | Kurzeme (Kurland) 2. Münze der Serie Historische Regionen                                                                 | [ 32 ] [ 33 ]      | 0.500.000 |
| 8   |      | 14. November 2017         | Latgale (Lettgallen) 3. Münze der Serie Historische Regionen                                                              | [ 35 ] [ 36 ]      | 0.500.000 |
| 9   |      | 31. Januar 2018           | Gründung der Staaten Lettland und Estland und Neugründung des Staates Litauen Gemeinschaftsausgabe der baltischen Staaten | [ 38 ] [ 39 ]      | 0.512.000 |
| 10  |      | 26. September 2018        | Zemgale (Semgallen) 4. Münze der Serie Historische Regionen                                                               | [ 41 ] [ 42 ]      | 0.507.000 |
| 11  |      | 17. September 2019        | Die aufgehende Sonne | [ 44 ] [ 45 ]      | 0.307.000 |
| 12  |      | 5. Juni 2020              | Lettgallische Keramik | [ 47 ] [ 48 ]      | 0.412.000 |
| 13  |      | 20. Januar 2021           | 100. Jahrestag der völkerrechtlichen Anerkennung der Republik Lettland                                                    | [ 50 ] [ 51 ]      | 0.412.000 |
| 14  |      | 12. April 2022            | 100 Jahre Lettische Bank                                                                                                  | [ 53 ] [ 54 ]      | 0.415.000 |
| 15  |      | 1. Juli 2022              | 35 Jahre Erasmus-Programm Euro-19-Gemeinschaftsausgabe                                                                    | [ 56 ] [ 57 ]      | 0.308.000 |
| 16  |      | 30. Mai 2023              | Sonnenblume für die Ukraine                                                                                               | [ 59 ]             | 0.415.000 |
| 17  |      | 2024                      | Stroh-Ornamente Puzurs | [ 60 ]             |           |

## Sammlermünzen
Es folgt eine Auflistung aller Sammlermünzen Lettlands bis 2021.

### 2,5 Euro
| Wertseite                                   | Bildseite                                                    | Thema                                                | Ausgabejahr | Material            | Masse | Durchmesser | Auflage |
| ------------------------------------------- | ------------------------------------------------------------ | ---------------------------------------------------- | ----------- | ------------------- | ----- | ----------- | ------- |
| „2,5 euro / Tur tālumā kur ziemas nepazīst“ | „2017 / Veidenbaums“                                         | 150. Geburtstag von Eduards Veidenbaums (Variante 1) | 2017        | 92,5 % Ag, 7,5 % Cu | 20 g  | 35 mm       | 3.000   |
| „2,5 euro / Eduards“                        | „2017 / Ed. Veidenbaums / Tiem vēlētos es līdzi tālu skriet“ | 150. Geburtstag von Eduards Veidenbaums (Variante 2) | 2017        | 92,5 % Ag, 7,5 % Cu | 20 g  | 35 mm       | 3.000   |

### 5 Euro
| Wertseite | Bildseite | Thema                                                                                                | Ausgabejahr        | Material                                      | Masse   | Durchmesser                                                      | Auflage |
| --------- | --------- | --- | ------------------ | --------------------------------------------- | ------- | ---------------------------------------------------------------- | ------- |
|           |           | 150 Jahre Marineschule Ainaži                                                                        | 2014               | 92,5 % Ag, 7,5 % Cu                           | 22 g    | 35 mm                                                            | 05.000  |
|           |           | 25 Jahre Baltic Way                                                                                  | 2014               | 92,5 % Ag, 7,5 % Cu                           | 22 g    | 35 mm                                                            | 10.000  |
|           |           | 300. Geburtstag von Gotthard Friedrich Stender                                                       | 2014               | 92,5 % Ag, 7,5 % Cu                           | 22 g    | 35 mm                                                            | 10.000  |
|           |           | Barockstil in Kurzeme                                                                                | 2014               | 92,5 % Ag, 7,5 % Cu                           | 22 g    | 35 mm                                                            | 10.000  |
|           |           | Das Weiße Buch von Jānis Jaunsudrabiņš                                                               | 2014               | 92,5 % Ag, 7,5 % Cu                           | 25,8 g  | 34 mm (polygonale Form)                                          | 05.000  |
|           |           | Vier Jahreszeiten                                                                                    | 2014               | 92,5 % Ag, 7,5 % Cu                           | 22 g    | 35 mm                                                            | 10.000  |
|           |           | 150 Jahre Feuerwehr                                                                                  | 2015               | 92,5 % Ag, 7,5 % Cu                           | 22 g    | 35 mm                                                            | 10.000  |
|           |           | 500 Jahre Rigaer Schloss                                                                             | 2015               | 92,5 % Ag, 7,5 % Cu                           | 26 g    | 32 × 32 mm (quadratisch)                                         | 07.000  |
|           |           | Emīls Dārziņš – Melancholischer Walzer                                                               | 2015               | 92,5 % Ag, 7,5 % Cu                           | 22 g    | 35 mm                                                            | 05.000  |
|           |           | 150. Geburtstag von Rainis und Aspazija                                                              | 2015               | 92,5 % Ag, 7,5 % Cu                           | 31,47 g | 38,61 mm (zwei abtrennbare Hälften)                              | 07.000  |
|           |           | Lettische Märchen – Fünf Katzen                                                                      | 2015               | 92,5 % Ag, 7,5 % Cu                           | 31,47 g | 38,61 mm                                                         | 10.000  |
|           |           | 500 Jahre Livonischer Ferding                                                                        | 2015               | 92,5 % Ag, 7,5 % Cu                           | 11 g    | 28 mm                                                            | 07.000  |
|           |           | Goldene Nadel                                                                                        | 2016               | 99,9 % Gold                                   | 3,1 g   | 18 mm                                                            | 05.000  |
|           |           | Die Erde                                                                                             | 2016               | Bi-Metall: Kern - Perlucor, Ring - 92,5 % Ag, | 20 g    | 40 mm                                                            | 05.000  |
|           |           | Lettische Märchen – Igelpelz / Hans mein Igel                                                        | 2016               | 92,5 % Ag, 7,5 % Cu                           | 28,28 g | 42 × 35 mm (oval)                                                | 10.000  |
|           |           | Lettisches Porzellan „Baltars“                                                                       | 2016               | 92,5 % Ag, 7,5 % Cu                           | 18 g    | 38,61 mm                                                         | 05.000  |
|           |           | Unternehmer                                                                                          | 2016               | 92,5 % Ag, 7,5 % Cu                           | 30,3 g  | 12 mm (Zehneck mit dieser Seitenlänge)                           | 03.000  |
|           |           | Weihnachtsschlachten                                                                                 | 2016               | 92,5 % Ag, 7,5 % Cu                           | 28 g    | 38,61 mm (sechseckig)                                            | 05.000  |
|           |           | Janis Rozentāls – Die Prinzessin und der Affe                                                        | 2016               | 92,5 % Ag, 7,5 % Cu                           | 62 g    | 80 × 38 mm (rechteckig)                                          | 07.000  |
|           |           | Lettische Märchen – Des Alten Mannes Fäustling                                                       | 2017               | 92,5 % Ag, 7,5 % Cu                           | 31,47 g | 38,61 mm                                                         | 10.000  |
|           |           | 100. Jahrestag – Lettlands Vorläufiger Nationaler Rat                                                | 2017               | 92,5 % Ag, 7,5 % Cu                           | 31,47 g | 38,61 mm                                                         | 03.000  |
|           |           | Kongress von Latgalski                                                                               | 2017               | 92,5 % Ag, 7,5 % Cu                           | 26 g    | 32 × 32 mm (quadratisch)                                         | 03.000  |
|           |           | Folk Songs – „Smith Forges in the Sky“                                                               | 2017               | 92,5 % Ag, 7,5 % Cu                           | 31,47 g | 38,61 mm                                                         | 04.000  |
|           |           | Mein Lettland                                                                                        | 2018               | 92,5 % Ag, 7,5 % Cu                           | 31,47 g | 38,61 mm                                                         | 04.000  |
|           |           | Bienenwabe                                                                                           | 2018               | 92,5 % Ag, 7,5 % Cu, vergoldet                | 16,5 g  | 29 mm (sechseckig mit gewellten Kanten und abgetrennten Spitzen) | 03.000  |
|           |           | Likteņdārzs – Der Garten des Schicksals                                                              | 2018               | 92,5 % Ag, 7,5 % Cu                           | 31,47 g | 38,61 mm                                                         | 03.000  |
|           |           | Kurische Könige                                                                                      | 2018               | 92,5 % Ag, 7,5 % Cu                           | 22 g    | 35 mm                                                            | 02.500  |
|           |           | Wappen Lettlands                                                                                     | 2018               | 92,5 % Ag, 7,5 % Cu                           | 22 g    | 35 mm                                                            | 03.000  |
|           |           | Kārlis Skalbe – „Katzenmühle“                                                                        | 2019               | 92,5 % Ag, 7,5 % Cu                           | 22 g    | 35 mm                                                            | 02.500  |
|           |           | Niklāvs Strunke – Mann betritt ein Zimmer                                                            | 2019               | 92,5 % Ag, 7,5 % Cu                           | 20 g    | 32 × 35 mm (Sonderform: halb rund, halb eckig)                   | 04.000  |
|           |           | Geschenke des Waldes                                                                                 | 2019               | 92,5 % Ag, 7,5 % Cu                           | 22 g    | 35 mm                                                            | 04.000  |
|           |           | Freiheitskämpfe 1918–1920                                                                            | 2019               | 92,5 % Ag, 7,5 % Cu                           | 22 g    | 35 mm                                                            | 04.000  |
|           |           | Moderne in Lettland – Die 1960er Jahre                                                               | 2020               | 92,5 % Ag, 7,5 % Cu, vergoldet                | 22 g    | 32 × 32 mm (quadratisch)                                         | 03.000  |
|           |           | Lindenblatt                                                                                          | 2020               | 92,5 % Ag, 7,5 % Cu                           | 18,13 g | 32 mm (in der Form eines Lindenblattes)                          | 05.000  |
|           |           | Saurier Ventastega                                                                                   | 2020               | 92,5 % Ag, 7,5 % Cu                           | 22 g    | 35 mm                                                            | 03.000  |
|           |           | Persönliche Freiheit                                                                                 | 2020               | 92,5 % Ag, 7,5 % Cu                           | 22 g    | 35 mm                                                            | 03.500  |
|           |           | Der Schlüssel                                                                                        | 2021               | 99,9 % Gold                                   | 1,24 g  | 13,92 mm                                                         | 02.000  |
|           |           | Hochzeit – Ja oder Ja                                                                                | 2021               | 92,5 % Ag, 7,5 % Cu, vergoldet                | 22 g    | 35 mm                                                            | 03.000  |
|           |           | Glücksmünze                                                                                          | 2021               | 92,5 % Ag, 7,5 % Cu, vergoldet                | 22 g    | 35 mm                                                            | 04.000  |
|           |           | Wunder                                                                                               | 2021               | 92,5 % Ag, 7,5 % Cu                           | 28,28 g | 38,61 mm                                                         | 04.000  |
|           |           | 100 Jahre Verfassung von Lettland                                                                    | 16. Februar 2022   | 92,5 % Ag, 7,5 % Cu                           | 26,24 g | 45 mm (in der Form eines Achters)                                | 02.500  |
|           |           | 150. Geburtstag von Vilhelms Purvītis – Winter                                                       | 25. Mai 2022       | 92,5 % Ag, 7,5 % Cu                           | 31,47 g | 38,61 mm                                                         | 04.000  |
|           |           | 100. Jahrestag der Gründung der Latvijas Banka                                                       | 1. November 2022   | 92,5 % Ag, 7,5 % Cu                           | 36,7 g  | 35 mm (rund, aber treppenförmig)                                 | 05.000  |
|           |           | Freiheit der Ukraine                                                                                 | 15. Dezember 2022  | 99,9 % Ag                                     | 22 g    | 35 mm (teilweise vergoldet)                                      | 08.000  |
|           |           | Imants Ziedonis                                                                                      | 11. Mai 2023       | 99,9 % Ag                                     | 22 g    | 35 mm (teilweise vergoldet)                                      | 04.000  |
|           |           | 150 Jahre Liederfest (Farbmünze)                                                                     | Juli 2023          | 99,9 % Ag                                     | 29 g    | 52 × 25 mm (rechteckig)                                          | 04.000  |
|           |           | 100 Jahre Basketball in Lettland                                                                     | 13. Oktober 2023   | 99,9 % Ag                                     | 22 g    | 35 mm (teilweise vergoldet)                                      | 03.000  |
|           |           | Die goldenen Pferde                                                                                  | 15. November 2023  | 99,99 % Gold                                  | 1,24 g  | 13,92 mm                                                         | 02.500  |
|           |           | „Fächer der Lichtstrahlen“ – 250 Jahre Museum für Rigaer Stadtgeschichte und Schifffahrt (Farbmünze) | 29. November 2023  | 99,9 % Silber                                 | 15 g    | 41 × 24 mm (bogenförmig)                                         | 03.000  |
|           |           | Rigaer Mode (Farbmünze)                                                                              | 13. Dezember 2023  | 99,9 % Silber                                 | 22 g    | 35 mm                                                            | 03.000  |
|           |           | Ethnographisches Freilichtmuseum                                                                     | 16. April 2024     | 99,9 % Silber                                 | 22 g    | 35 mm                                                            | 05.000  |
|           |           | Kindheitsfreude – 150. Geburtstag des Schriftstellers Vilis Plūdons (Farbmünze)                      | 4. Juli 2024       | 99,9 % Silber                                 | 22 g    | 35 mm                                                            | 04.000  |
|           |           | Energiemünze (Farbmünze)                                                                             | 26. September 2024 | 99,9 % Silber                                 | 18 g    | 30 mm (mit rundem Loch)                                          | 03.000  |
|           |           | Erbaut das Ungebaute (Farbmünze)                                                                     | 17. Oktober 2024   | 99,9 % Silber                                 | 25 g    | 32 × 32 mm (quadratisch)                                         | 02.500  |
|           |           | Kohl                                                                                                 | 16. Dezember 2024  | 99,9 % Silber                                 | 23 g    | 30 mm (in der Form eines Kohlkopfes)                             | 03.500  |
|           |           | Sonne und Wind – Liepāja (Farbmünze)                                                                 | 17. Juni 2025      | 99,9 % Silber                                 | 23 g    | 36 mm                                                            | 03.000  |

### 10 Euro
| Wertseite | Bildseite | Thema      | Ausgabejahr  | Material     | Masse  | Durchmesser              | Auflage |
| --------- | --------- | ---------- | ------------ | ------------ | ------ | ------------------------ | ------- |
|           |           | Unser Land | 22. Mai 2025 | 99,99 % Gold | 1,24 g | 10 × 10 mm (quadratisch) | 2.500   |

### 20 Euro
| Wertseite | Bildseite | Thema                      | Ausgabejahr | Material    | Masse | Durchmesser | Auflage |
| --------- | --------- | -------------------------- | ----------- | ----------- | ----- | ----------- | ------- |
|           |           | Goldene Brosche - Hufeisen | 2017        | 99,9 % Gold | 6 g   | 21 mm       | 04.000  |

### 75 Euro
| Wertseite | Bildseite | Thema                             | Ausgabejahr | Material    | Masse | Durchmesser | Auflage |
| --------- | --------- | --------------------------------- | ----------- | ----------- | ----- | ----------- | ------- |
|           |           | Goldene Brosche - Die Blasenfibel | 2018        | 99,9 % Gold | 13 g  | 22 mm       | 01.000  |